# Nkongsamba I
Nkongsamba I es un municipio del departamento Moungo de la región Litoral, Camerún. En noviembre de 2005 tenía una población censada de 52 434 habitantes.
Se encuentra ubicado cerca del golfo de Biafra y de la ciudad más poblada del país, Duala.